# Georgische Juden

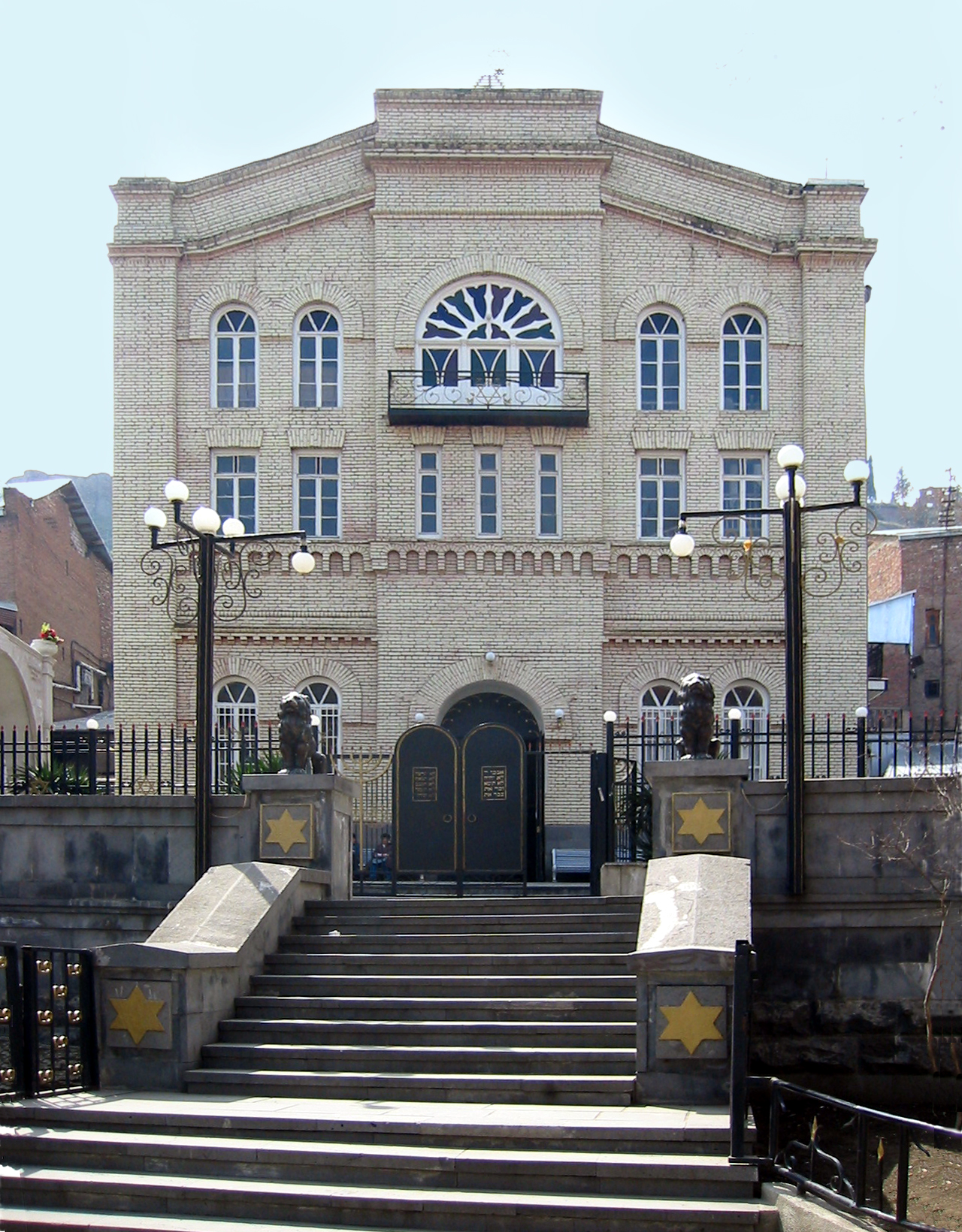
Die Große Synagoge in Tiflis

Georgische Juden (georgisch ქართველი ებრაელები kartveli ebraelebi; hebräisch יהודי גאורגיה jehudej georgija) sind eine seit etwa 2000 Jahren nachweisbare, nach der Legende seit 2600 Jahren in Georgien lebende, alteingesessene religiöse Minderheit. Ihre traditionelle Sprache ist das dem Georgischen nahestehende Judäo-Georgisch (auch Qiwruli genannt), das wie alle jüdischen Sprachen zahlreiche hebräische und aramäische Lehnwörter enthält, aber auch nichtjüdischen Georgiern gut verständlich ist. Traditionell wird es im Gegensatz zum Georgischen in Quadratschrift (hebräischer Schrift) geschrieben.
Der Begriff bezeichnet nicht die gesamte jüdische Bevölkerung in Georgien, zu der seit dem 19. Jahrhundert auch Aschkenasim kamen. Auch die alteingesessenen Bergjuden im benachbarten Aserbaidschan, Dagestan und Nordkaukasien, die manchmal mit ihnen als „kaukasische Juden“ zusammengefasst werden, sind eine andere regionale Gruppe des Judentums. Aschkenasim und Bergjuden haben andere traditionelle Umgangssprachen (Jiddisch bzw. Judäo-Tatisch), kulturelle Traditionsunterschiede und sind oft in getrennten Gemeinden organisiert.

## Verbreitung und Bevölkerungszahl

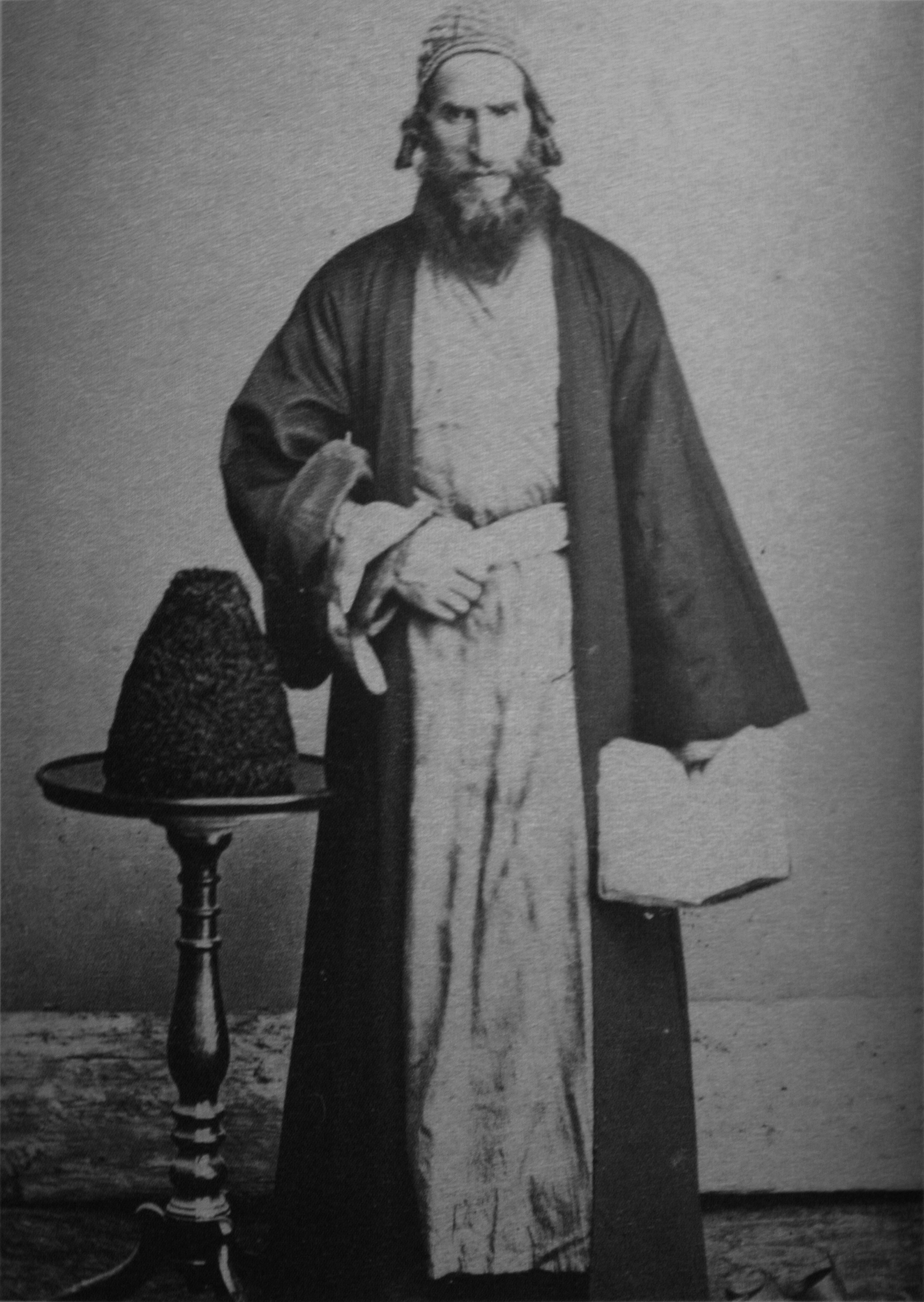
Ein georgischer Rabbiner Ende 19. Jahrhundert in der westlichen Region Imeretien. Auf dem Tisch, seine Papachi. Foto von Dmitri Jermakow

Bis zur Auswanderung der ersten Welle sowjetischer Juden in den 1970er Jahren, vorwiegend nach Israel, lebten georgische Juden fast ausschließlich in Georgien – 1959 ca. 43.000 Menschen. Wenige Zuwanderer lebten im benachbarten Russland und Aserbaidschan, meistens in Moskau und Baku, einige weitere waren zu Beginn des 20. Jahrhunderts und nach der Eroberung der Demokratischen Republik Georgien durch die Rote Armee in westliche Länder oder nach Palästina emigriert. Seit dem Zerfall der Sowjetunion folgten weitere Auswanderungen. Aufgrund des erst in den frühen 1990er Jahren endenden schnellen demographischen Wachstums der Bevölkerung Georgiens schätzt man heute weltweit etwa 80–90.000 Menschen georgisch-jüdischer Herkunft, manchmal etwas mehr, davon in Israel etwa 70–80.000 (der Georgian Jews World Congress schätzt über 100.000), in Georgien lebten in den 1990er Jahren noch ca. 10.000, nach Selbstangaben der Volkszählung 2014 nur noch ca. 1400, davon über 1000 in der Hauptstadt Tiflis, in Russland unter 100, in Aserbaidschan unter 1000, in den USA (meistens in New York) über 4000, dazu kommen kleinere Gruppen in Kanada, Belgien (separate Gemeinde in Antwerpen), Deutschland und Österreich („Kaukasische“ Vereinigung in Wien).
Die jüdische Minderheit lebte im Laufe der Jahrhunderte in ganz Georgien, hatte aber in der wechselhaften georgischen Geschichte verschiedene regionale Schwerpunkte. Seit dem 13. Jahrhundert lebten die meisten georgischen Juden im zentralen und westlichen Georgien, die wichtigsten Gemeinden befanden sich im 20. Jahrhundert in Tiflis, Kutaissi, Kulaschi bei Kutaissi, Bandsa bei Senaki, Zchinwali, Gori, Oni, Satschchere, Achalkalaki, Achalziche, Batumi, Poti, Sochumi und Gagra. Vor den mehrfachen Verwüstungen Georgiens durch expansive Nomadenreiche im Spätmittelalter und der Frühneuzeit hatten die meisten georgischen Juden noch bis ins Mittelalter im Süden des Landes gelebt.

## Soziale Situation als religiöse Minderheit

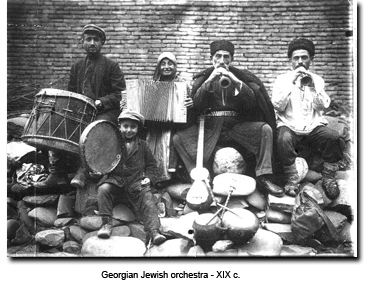
Eine georgisch-jüdische Musikkapelle Ende 19. Jahrhundert. Foto von Jermakow

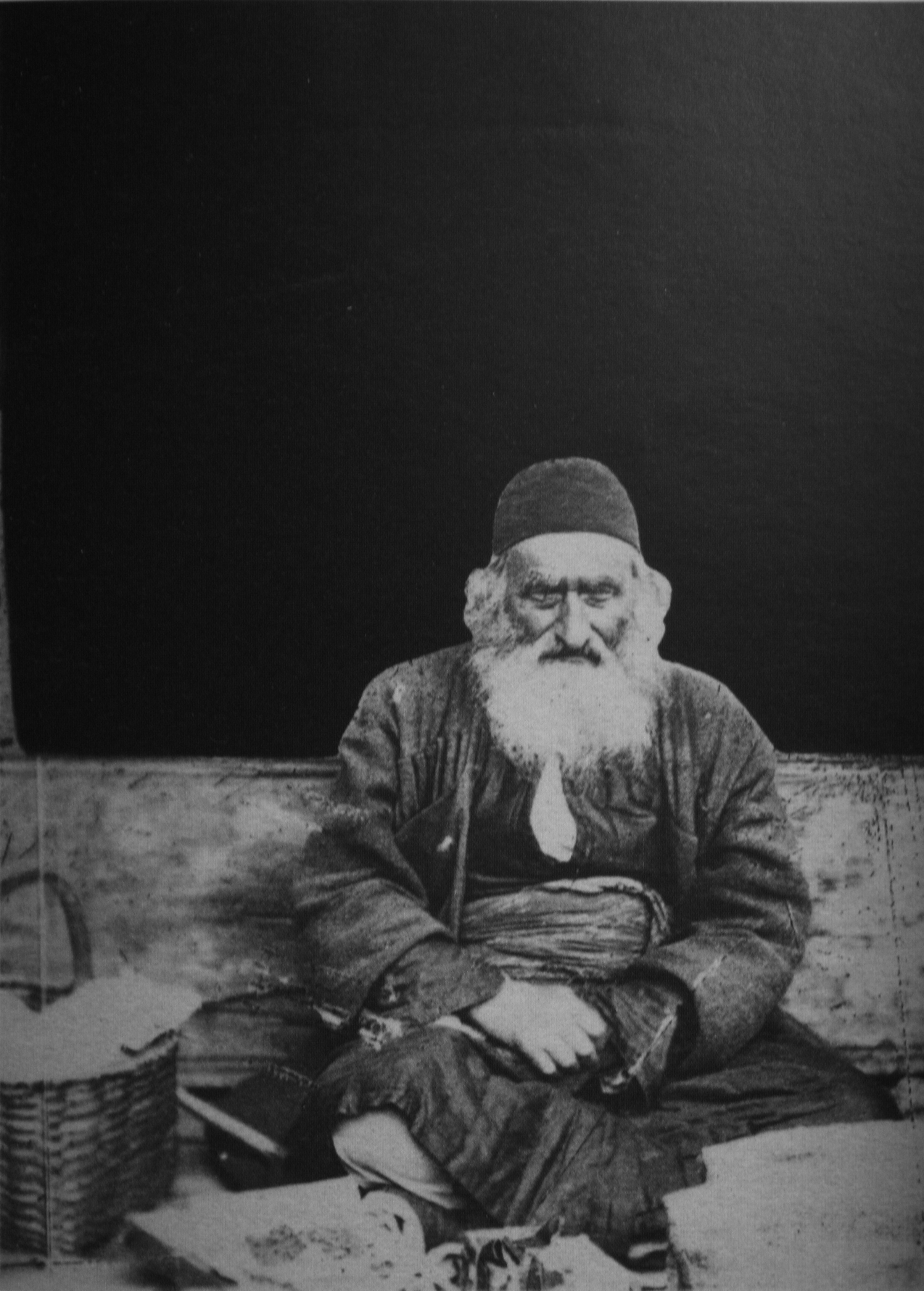
Ein alter jüdischer Straßenhändler (Nussverkäufer) in Georgien Ende 19. Jahrhundert. Foto von Jermakow

Im Gegensatz zur abendländisch-westchristlichen, byzantinischen und osteuropäisch-orthodoxen Geschichte des Mittelalters und der Neuzeit ist die georgische Geschichte bis ins 19. Jahrhundert frei von bekannten antijudaistischen und antisemitischen Benachteiligungen, Verfolgungen, Vertreibungen oder Pogromen. Georgische Juden lebten deshalb gesellschaftlich und kulturell gut integriert mit der georgisch-orthodoxen Bevölkerungsmehrheit und der muslimischen Minderheit zusammen. Georgische Juden waren in der Zeit Winzer und Weinhändler, Händler, Handwerker, wie Hut- und Schuhmacher, Weber und Textilfärber, Musikanten, Hausierer oder leibeigene Bauern. Es gab im Unterschied zu Europa keine Berufszweige, in denen sie gegenüber Nichtjuden dominierten und keine weltlichen Berufszweige, zu denen der Zutritt verwehrt war.
Das änderte sich erst mit der russischen Herrschaft in Georgien ab 1801, als es besonders in der zweiten Hälfte des 19. Jahrhunderts, teilweise unter Einfluss einzelner Beamter aus anderen Teilen des Russischen Kaiserreiches, zu ersten Übergriffen, Ritualmordprozessen und 1895 zu einem Pogrom kam. Trotz dieser Episoden, die mit dem Ersten Weltkrieg endeten (danach wurden sie juristisch bestraft), wird das Zusammenleben übereinstimmend als gut charakterisiert, auch weil alle einflussreichen georgischen Dichter und Intellektuellen auf die Verstärkung des Antisemitismus in vielen Ländern seit den 1880er Jahren ablehnend und solidarisch reagierten.

## Anfänge und Herkunft

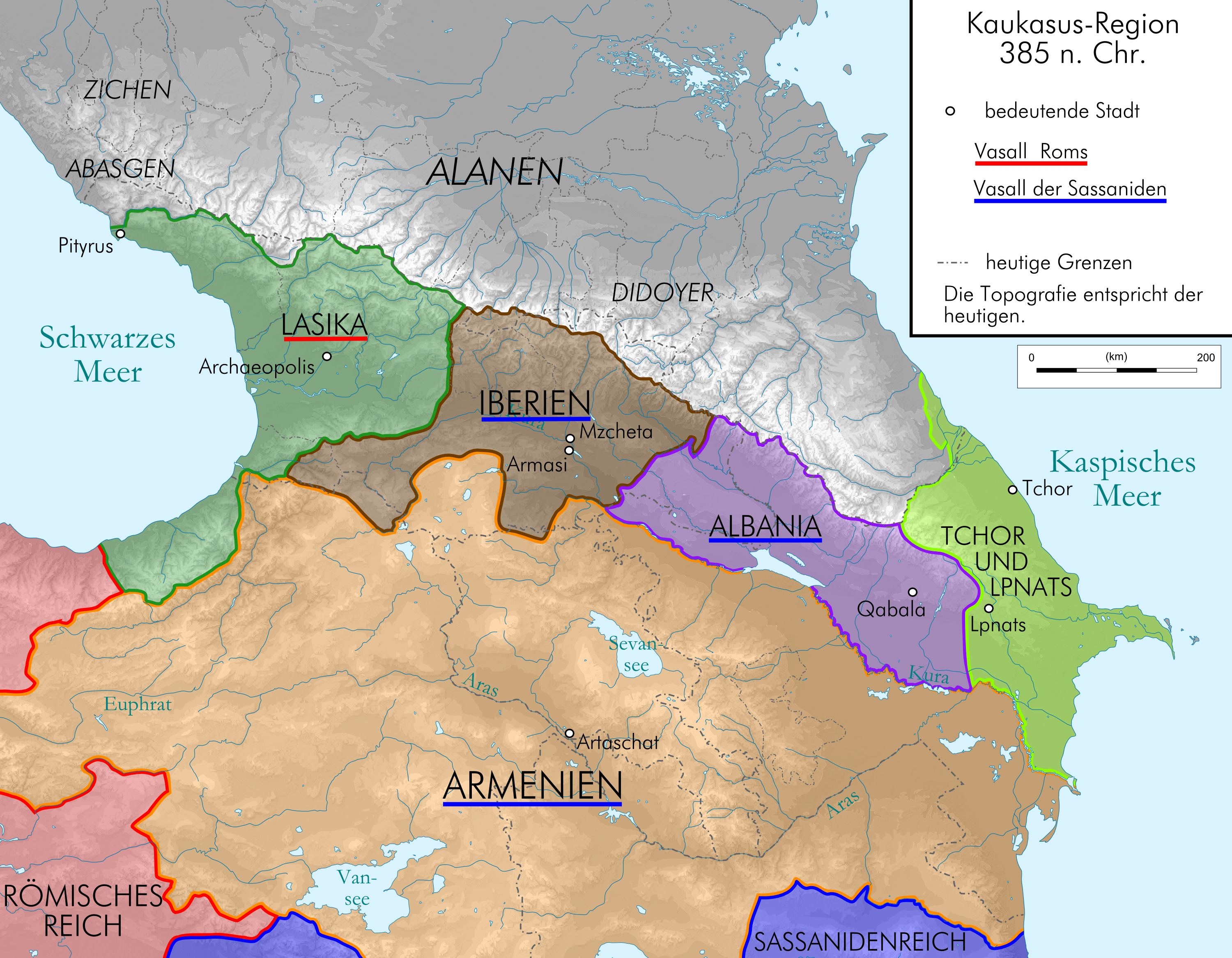
Lasika (grün) und Iberien/Kartli (braun) mit der Hauptstadt Mzcheta, 385 n. Chr.

Nach der im 11. Jahrhundert von Leonti Mroweli in der Chronik Das Leben Kartlis niedergeschriebenen Legende sollen sich bereits nach Zerstörung des ersten Jerusalemer Tempels 586 v. Chr. erste Juden im Reich Iberien (georg. Kartli, etwa mit der Region Kartlien identisch und sprachlich der Vorläuferstaat des späteren Georgien) angesiedelt haben. Historiker halten es auch aufgrund weiterer Legenden für denkbar, dass sich schon in vorchristlicher Zeit, seit dem Ende des Babylonisches Exils im Achämenidenreich, eine jüdische Minderheit in Kartli/Iberien etabliert hat. Die frühesten archäologischen Beweise ihrer Anwesenheit wurden in der ersten Hauptstadt Mzcheta aber erst aus dem ersten nachchristlichen Jahrhundert (nach anderen Angaben: seit dem 3. Jahrhundert) entdeckt. Ab dieser Zeit finden sich auch in historischen Quellen immer wieder Erwähnungen.
Es gibt viele Indizien für die Hypothese, dass die rapide Verschlechterung der rechtlichen Lage der jüdischen Minderheit im Byzantinischen Reich im 6. Jahrhundert n. Chr. zu einer weiteren Zuwanderung, erst ins westgeorgische Lasika, dann auch nach Iberien/Kartli führte. Schließlich wird noch eine Zuwanderung ab dem 11. Jahrhundert aus den von nomadischen Seldschuken eroberten Königreichen der armenischen Bagratiden und der Ardsruni und vielleicht auch aus Persisch-Südaserbaidschan für sehr wahrscheinlich gehalten. Hatten einige armenische Städte, wie Ani oder Dwin zuvor eine zahlreiche jüdische Bevölkerung, war das Judentum in Armenien danach kaum noch vorhanden. Offenbar waren viele jüdische Bewohner, wie auch Armenier oder armenische Adelsfamilien, in das neu vereinigte Königreich Georgien geflüchtet, das unter Dawit IV. dem Erbauer und Königin Tamar zur stabilen Vormacht in Transkaukasien wurde. Dazu passt, dass in dieser Zeit die meisten jüdischen Gemeinden im Süden des Reiches lagen, teilweise in armenisch besiedelten Regionen (z. B. Jeghegis).

## Antike

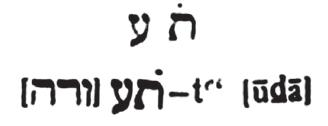
Hebräische Inschrift eines Bronzesiegels aus Georgien 3.–4. Jahrhundert (mit Transliteration und Ergänzung)

Ritzinschrift in jüdisch-aramäischer Sprache von Abraham, Sohn der Sarah, 4.–6. Jahrhundert, in Mzcheta 1992 auf einer Goldplakette entdeckt

Frühe schriftliche Zeugnisse der in Iberien/Kartli lebenden jüdischen Minderheit sind einige der ersten christlichen Heiligenviten der Georgisch-Orthodoxen Kirche. So waren nach diesen Erzählungen zwei der frühesten Anhänger des Christentums im Land jüdischer Herkunft: Abiatar (Evyatar) und seine Schwester Sidonia aus der nicht mehr existierenden Stadt Urbnissi, die beide von der georgischen Kirche heiliggesprochen wurden. Abiatar war später Bischof und selbst Autor einiger Heiligenviten, die auch Erzählungen über die Juden im Land enthalten. Die Legenden um Abiatar und Sidonia transportieren wohl die Bedeutung der jüdischen Minderheit bei der Vermittlung der neuen monotheistischen Religion nach Georgien. Auch Salome, die Autorin der Vita der Heiligen Nino, der wichtigsten Missionarin Georgiens, soll jüdischer Herkunft gewesen sein. Eine weitere Legende, die schon in den frühen Heiligenviten und in Leonti Mrowelis Das Leben Kartlis niedergeschrieben wurde, berichtete, dass bei der Verurteilung und Hinrichtung Jesus’ in Jerusalem auch zwei Rabbiner aus Georgien (Elios von Mzcheta und Longinos von Karsna) anwesend gewesen sein sollen, betont aber ausdrücklich, dass diese mit der Verurteilung und Hinrichtung nichts zu tun hatten. Diese Legende hatte sicher Einfluss darauf, dass die früheste antijudaistische Stereotypverleumdung des Christusmordes / Gottesmordes im mittelalterlichen Georgien keine Bedeutung bekam.
Im Babylonischen Talmud, der in der Schicht der Gemara zahlreiche Rabbi-Diskussionen über die jüdischen Gebote in jüdisch-babylonischem Aramäisch enthält, sind mehrfach Rabbiner aus Iberien (jüd.-bab. aram. Efirike, von griech. Iberika/Iverika) namentlich erwähnt.
Unmittelbare Zeugnisse der jüdischen Bewohner Georgiens im Altertum sind einige, meistens in den letzten Jahrzehnten archäologisch entdeckte Bronzesiegel, Grabinschriften und andere Inschriften in Quadratschrift und in hebräischer oder jüdisch-aramäischer Sprache, vorwiegend aus Mzcheta.

## Mittelalter

Blatt der ältesten erhaltenen georgischen Tora-Rolle aus Lailaschi, 10.–12. Jahrhundert

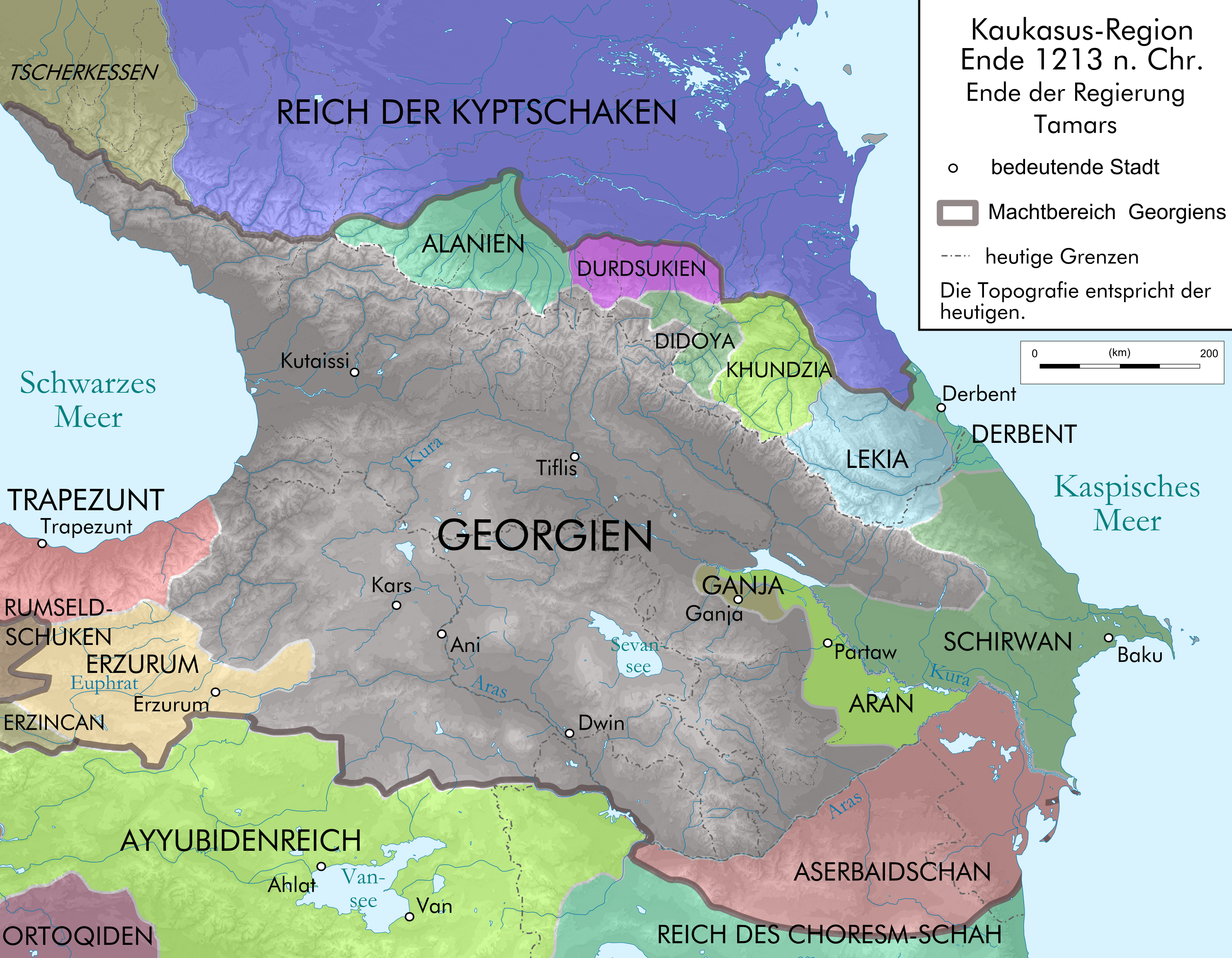
Grenzen Georgiens 1213 in seiner Blütezeit

Im Mittelalter werden die Quellen und archäologischen Überreste des georgischen Judentums häufiger. Der spanisch-jüdische Reisende Benjamin von Tudela schreibt im 12. Jahrhundert, dass die georgischen Juden dem Exilarch von Babylon unterstanden, einem bis ins 15. Jahrhundert existierenden Amt des religiösen Oberhauptes der orientalischen Juden und in engem Austausch zu arabischen und persischen Juden standen. Der deutsch-jüdische Reisende Petachja aus Regensburg bereiste im 12. Jahrhundert Georgien und beschreibt das Leben der jüdischen Minderheit. Außerdem erwähnt er, dass er in Bagdad beim Exilarchen eine Gesandtschaft aus dem „Land Meschech“ erlebte, höchstwahrscheinlich die Region Meschetien, die damals eine große jüdische Minderheit hatte. Deren Behauptung, das ganze Land sei jüdisch, war aber eine Übertreibung, obwohl besonders in Gebirgsregionen gelegentlich jüdische Bräuche religionsvermischend auch nichtjüdische Bewohner beeinflussten. Den damals engen Bindungen an das orientalische Judentum entspricht, dass im mittelalterlichen Georgien Karäer auftraten, Angehörige einer Oppositionsbewegung, die den neu etablierten Talmud mit seiner Interpretation der religiösen Gebote (Halacha) ablehnte. Karäer gab es im mittelalterlich-orientalischen Judentum oft, im Gegensatz zum europäischen, in der Neuzeit fast nur noch auf der Krim und bei einigen von dort ausgewanderten Gruppen. Schon in der Herrschaftszeit des Kalifats begründete in Tiflis ein aus dem Irak stammender Abu-ʿImrān Mūsā (Mosche) az-Zaʿfarānī (at-Tiflīsī) im 7. Jahrhundert eine Sekte, die einige Halacha-Gebote zum Eheleben und Speisegesetzen ablehnte. Insgesamt war der Einfluss der Karäer aber nach allen Schriftfunden und Quellenaussagen geringer, als in den Nachbarländern. Abraham ibn Daud zählte im 12. Jahrhundert Georgien zu den Ländern, deren jüdische Bevölkerung vom rabbinisch-halachischen, nicht vom karäischen Judentum geprägt ist.
Auch in georgischen Chroniken werden Angaben über die jüdische Minderheit häufiger, woher bekannt ist, dass sie damals eher im Süden und Osten des Landes lebten. Außerdem dokumentieren erste Geniza-Funde, also Funde aus Bestattungsräumen für nicht mehr zu gebrauchende jüdisch-liturgische Schriften, das jüdische Leben in Georgien. Die älteste erhaltene jüdische Schriftrolle in Georgien ist eine Tora-Rolle des 10.–12. Jahrhunderts aus dem Dorf Lailaschi, Region Letschchumi, die in der Neuzeit von christlicher und jüdischer Bevölkerung der Region verehrt wurde.
Die schwere Zerstörung und Entvölkerung des östlichen und mittleren Georgien im zweiten Viertel des 13. Jahrhunderts zur Zeit von Königin Rusudan und ihren Nachfolgern, erst durch den vor den Mongolen flüchtenden Dschalal ad-Din Choresm-Schah, dann durch den Mongolensturm, bewirkte eine Flucht der meisten jüdischen Bewohner, neben christlichen und muslimischen, nach Westgeorgien, das wenig verwüstet wurde, wo neue Gemeinden entstanden. Andere georgische Juden flüchteten in sichere, wenig verwüstete Zentralteile des Mongolischen Reiches, oder wurden dorthin verschleppt. So entstand damals die Gemeinde in Gagra unter ihrem ersten Rabbi Jossef at-Tiflīsī. Der Autor eines religiösen Werkes aus Täbris hieß Jeschajahu ben Jossef at-Tiflīsī. Die Nisba at-Tiflīsī gibt an, dass beide aus Tiflis, der ehemaligen Hauptstadt Georgiens, stammten. Als Marco Polo die Stadt unter mongolischer Herrschaft bereiste, schrieb er im Gegensatz zu früheren Berichten aus diesem hochmittelalterlichen Zentrum des Judentums in Georgien, dort nur noch wenige Juden vorgefunden zu haben.
In den folgenden Jahrzehnten zersplitterte Georgien, verstärkt durch weitere Angriffe von Nomadenreichen, wie dem von Timur-e Lenk, in drei unabhängige Königreiche und fünf Fürstentümer.

## Spätmittelalter und Frühneuzeit

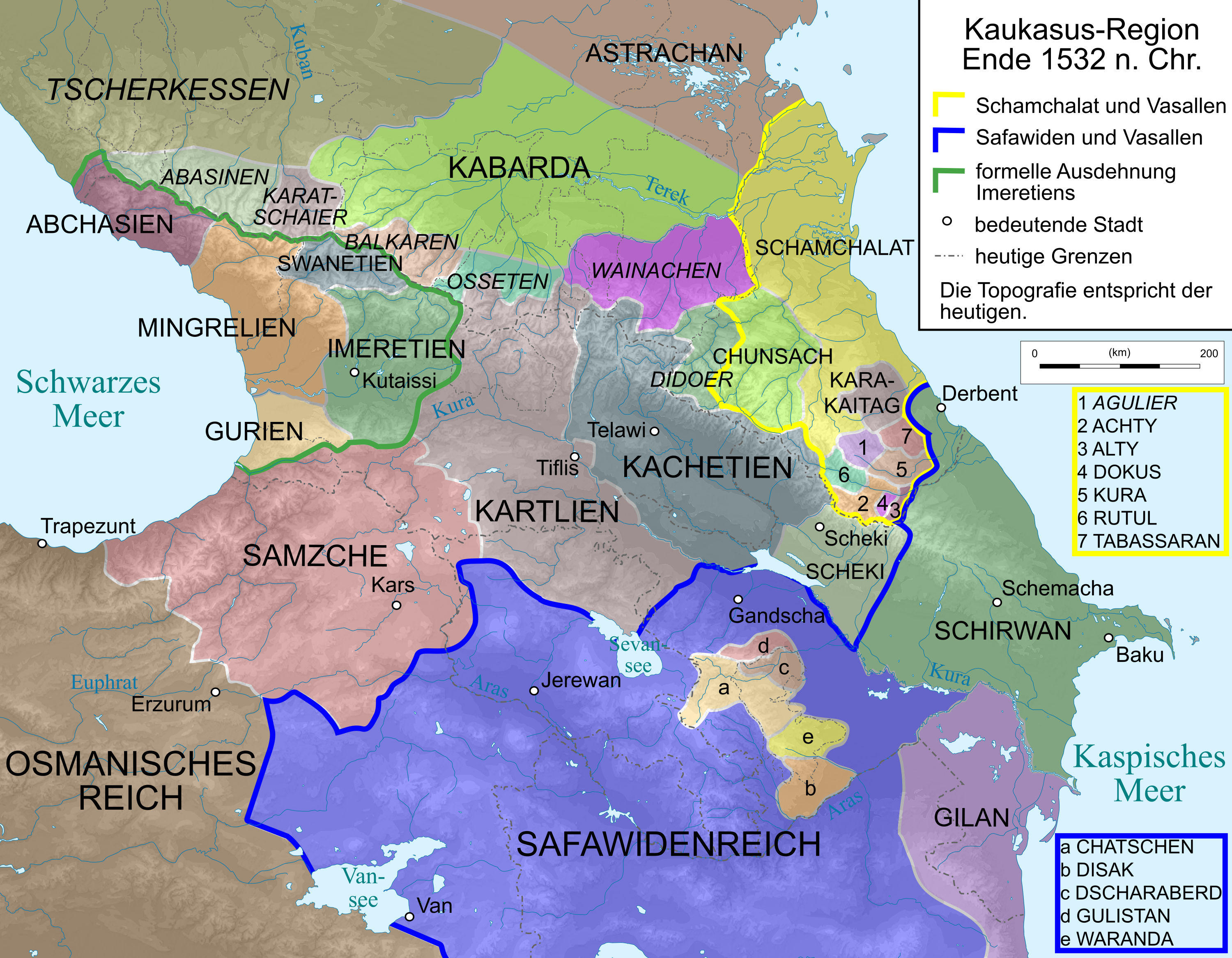
Die Nachfolgestaaten Georgiens 1530 von Samzche und Abchasien im Westen bis Kachetien im Osten

Auf die sich in den nächsten Jahrhunderten oft wiederholenden Angriffe und Kriege reagierten die georgischen Nachfolgestaaten mit der Bildung eines breiten, mit Kriegsaufgaben betrauten Feudaladels, aus dem Hochadel (Mtawari), dem mittleren Adel (Tawadi) und zahlreichen Kleinadeligen (Aznauri), die zusammen fast 15 % der georgischen Bevölkerung ausmachten (zum Vergleich: in Mitteleuropa etwa 1,5 %). Um diese breite Schicht zu versorgen, bestand über fast 500 Jahre, vom 13./14.–18./19. Jahrhundert, eine drückende Form der Leibeigenschaft für große Teile der ländlichen Bauern und Handwerker. Leibeigene ohne eigenes Land, darunter auch jüdische, durften die Adelsgüter nicht verlassen und konnten von ihren Besitzern verkauft und umgesiedelt werden. Es gibt Berichte, dass jüdische Leibeigene versuchten, durch Konversion zum Christentum dem Schicksal zu entkommen. Während einige Autoren diese Zustände als religiöse Unterdrückung werten, lehnen andere Autoren der georgischen Geschichte diese Wertung aus drei Gründen eher ab: 1. betraf die Leibeigenschaft ebenso weit zahlreicher auch christliche und muslimische Landbewohner, 2. war nach georgischem Recht die Leibeigenschaft mit einem Verbot an die Besitzer verbunden, den Leibeigenen das Christentum, oder eine andere Religion (in einigen Regionen dominierte im Adel der Islam) aufzuzwingen, damit war 3. die religiöse Konversion kein sicherer Weg, der Leibeigenschaft zu entkommen. Es war nach damaligem Rechtsverständnis verpönt, durch Wechsel der Religion der Leibeigenschaft entkommen zu wollen. Die überlieferten Fälle waren wahrscheinlich nicht sehr häufig und ihr Erfolg hing von der Einstellung des Feudalherren ab, von denen einzelne entgegen der Rechtslage dazu ermuntert haben sollen.
Im Verlaufe des 19. Jahrhunderts, besonders nach Aufhebung der Leibeigenschaft gingen viele Leibeigene, auch die meisten jüdischen, in die Städte, wodurch das georgische Judentum von einer mehrheitlich ländlichen zu einer vorwiegend städtischen Bevölkerungsschicht wurde. Die jüdischen Leibeigenen oder ehemaligen Leibeigenen lebten durch ihre Armut, geringe Bildung und Kenntnis der Gebote in den Dörfern oder in getrennten Stadtvierteln anfangs in eigenen Gemeinden und wurden erst im Verlaufe des 19./20. Jahrhundert wieder in die freien jüdischen Gemeinden integriert. Andere Wege, der Leibeigenschaft zu entkommen, war die Flucht in Nachbarländer, besonders auf die Krim, ein Teil der krimjüdischen Bevölkerung (Krimtschaken) trägt georgische Familiennamen.
Neben dieser größeren Gruppe der Leibeigenen lebten auch freie Juden, v. a. in den Städten, die vorwiegend vom Handel und Handwerk lebten. Im Zuge der Eroberungszüge der Safawiden, später von Nader Schah und Aga Mohammed Khan wurden auch mehrfach Bewohner Georgiens, Juden, Christen und Muslime, nach Persien deportiert.

## Russische Herrschaft und unabhängige Republik 1801–1921

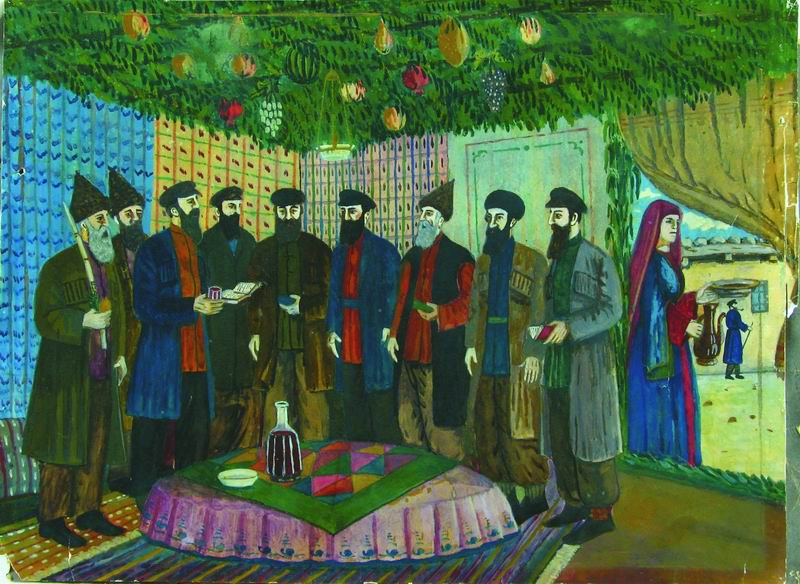
Feier des Laubhüttenfestes. Gemälde von Schalom Koboschwili 1938, dessen naiver Stil Einflüsse von Niko Pirosmani zeigt

Nach der russischen Annexion Ostgeorgiens 1801 und der westgeorgischen Länder bis 1853 änderte die russische Militäradministration für Kaukasien anfangs wenig an den Rechtstraditionen, weil sie noch auf die Niederwerfung von Widerständen im Kaukasuskrieg 1817–1864 konzentriert war. Erst mit der Abschaffung der Leibeigenschaft, in Georgien etwas später, schrittweise 1864–71, folgte die soziale Modernisierung durch Integration ehemaliger Leibeigener und die Verstädterung. Die Gemeinden förderten handwerklichen und kommerziellen Aufstieg und in der Ölstadt Baku und in Istanbul entstanden georgisch-jüdische Gemeinden außerhalb Georgiens. Alle heute bestehenden Synagogen in Georgien wurden Ende 19./ Anfang 20. Jahrhundert errichtet. Das 1837 wegen der bergjüdischen und georgisch-jüdischen Bevölkerung formaljuristisch erlassene Residenzrecht für Juden in Kaukasien nutzten auch einige osteuropäische Aschkenasim zur Einwanderung nach Georgien. Die Kontakte verliefen anfangs nicht ohne Vorbehalte, in Tiflis entstanden getrennte Gemeinden, aber nicht überall, in Zchinwali wurde die Gemeinde lange Zeit von einem Rabbiner aus Litauen geführt, der sich mit den Einheimischen hebräisch verständigte. Letztendlich führte der Kontakt und Austausch aber zu Annäherungen der Religionspraxis (so entstanden vorher in Georgien nicht übliche Tora- und Talmusschulen) und der Alltagskultur (z. B. wurde in die kaukasisch geprägte bergjüdische und georgisch-jüdische Musik Klarinetten integriert). Auch die mystisch-chassidische Strömung Chabad aus Ljubawitschi fand in Georgien einzelne Anhänger.
Gleichzeitig war die späte Zarenzeit die Ära, in der es zu den ersten antisemitischen Vorfällen kam. Die fünf Ritualmordprozesse endeten natürlich alle mit Freispruch, waren in den georgischen Provinzen Kutaissi und Tiflis aber mehr, als in anderen Provinzen Russlands und konnten das Nachbarschaftsklima beeinträchtigen. Daneben sind vereinzelt weitere Übergriffe überliefert.
Wie in anderen Ländern entstand Ende des 19. Jahrhunderts unter georgischen Juden eine jüdische Aufklärung, die die Ablösung traditionell-religiöser Lebensstile durch modernisiert-aufgeklärte erstrebte. Die liberalen Juden erstrebten meist die Integration in die georgische Nation als religiöse Minderheit und gehörten Anfang des 20. Jahrhunderts politisch oft zu den georgischen Menschewiki (Sozialdemokraten), die in Georgien das politische Leben dominierten. Führende Persönlichkeiten unter georgischen Juden waren die Brüder Jossef und Micheil Hananaschwili. Daneben traten seit Ende 19. Jahrhundert zionistische Gruppen unter dem Rabbiner Dawid Baasow, deren zunehmendem Einfluss von den traditionell-religiösen Bewegungen, mit Chabad, und liberal-„assimilatorischen“ Bewegungen Widerstände entgegengesetzt wurden. Bis 1916 waren knapp 500 georgische Juden nach Jerusalem ausgewandert.
In der 1918–21 unabhängigen Demokratischen Republik Georgien, in der die jüdische Minderheit volle staatsbürgerliche Gleichberechtigung erlangte, standen der jüdischen Minderheit drei Parlamentssitze im Sejm von Tiflis zu, zwei für georgische Juden, einer für Aschkenasim. Auf dem Wahlkongress kam es zum Zerwürfnis zwischen den Zionisten und anderen Strömungen. Weil das Parlament menschewistische Abgeordnete wollte, wurden nur zwei georgisch-jüdische, aber kein aschkenasischer Abgeordneter entsandt. Nach Eroberung der Demokratischen Republik Georgien durch die Rote Armee emigrierten ca. 2000 georgische Juden, davon gingen fast 1700 letztendlich nach Palästina, der Rest in westliche Länder.

## Sowjetische Zeit
In den ersten Jahren nach der Eroberung griffen die Bolschewiki nach den Grundsätzen ihrer „Ostpolitik“ (zugesichert im „Aufruf an die versklavten Völker des Ostens“ 1917 und beschlossen auf dem Kongress der Völker des Ostens 1920) kaum in die kulturellen und politischen Verhältnisse ein. Erst nach dem gescheiterten August-Aufstand in Georgien 1924 wurden alle oppositionellen politischen Parteien und Verbände in Georgien, auch die menschewistischen und zionistischen, verboten und verfolgt. Im Oktober 1925 durften noch einmal 400 meist zionistisch gesinnte Familien nach Palästina auswandern.

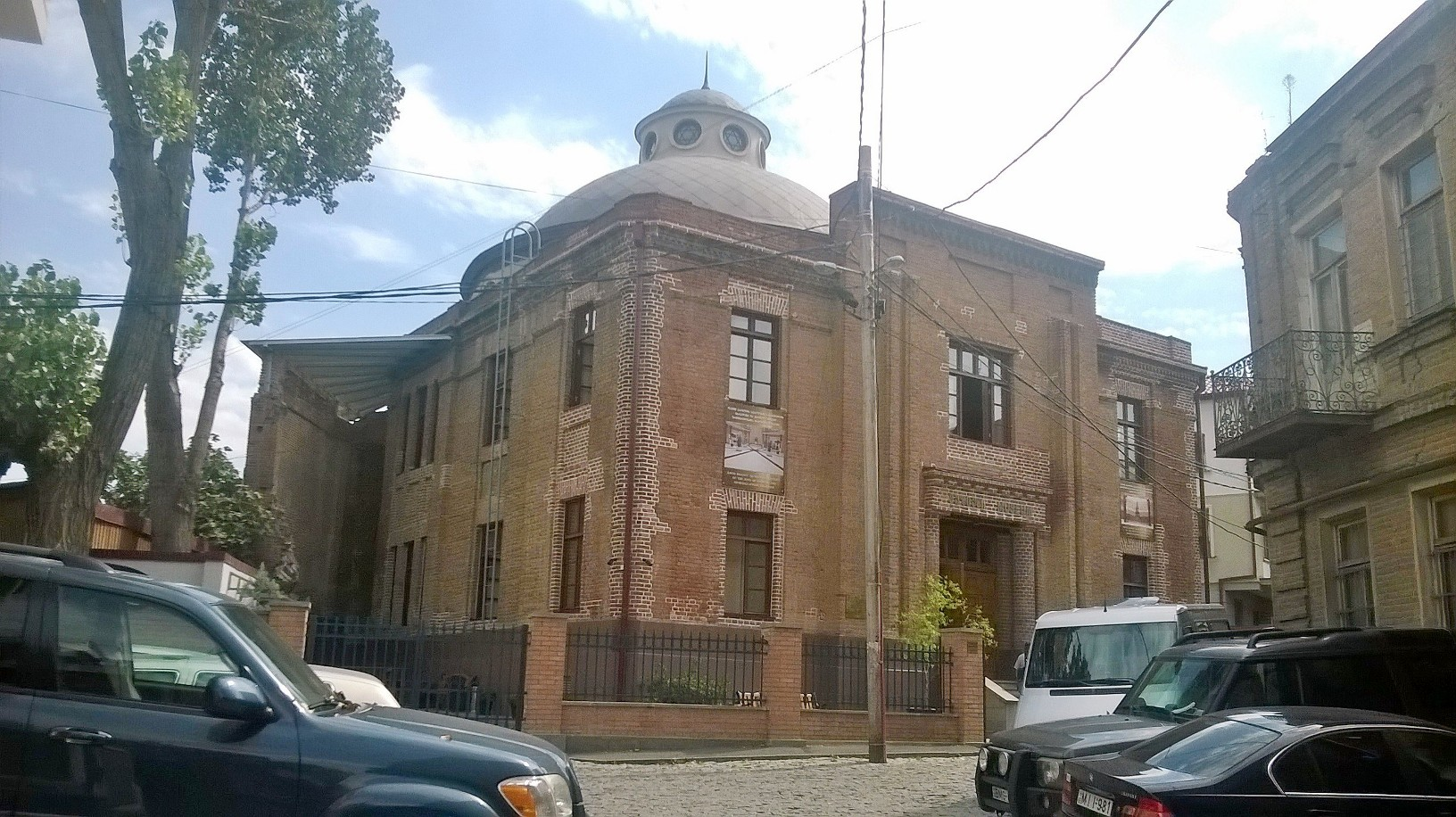
Das Jüdische Museum in Tiflis wurde 1932 vom Jewkombed als „Jüdisches Historisch-Ethnographisches Museum“ gegründet, in der späten Stalinzeit 1951 wieder geschlossen und erst 2004–06 als „Dawid Baasow-Jüdisch-Historisches Museum Georgiens“ wieder eröffnet

Mit der Politik der Korenisazija, der gezielten sprachlichen und kulturellen Förderung ethnischer Minderheiten, wurden auch die georgischen Juden neben vielen anderen offiziell als gesonderte Ethnie („Nationalität“) anerkannt, was bedeutete, dass in Orten mit größerer Bevölkerung georgisch-jüdische Kulturhäuser, Vereine und Schulunterricht entstanden. Im Kulturhaus von Tiflis entstand das „Jüdische Historisch-Ethnographische Museum“. Ab dem Ende der NEP trieb die sowjetische Führung wieder die Politik des Klassenkampfes und der ökonomischen Verstaatlichung voran, die die kommerzielle Oberschicht enteignete und deren wichtigstes Instrument innerhalb der georgisch-jüdischen Nationalität das vom Staat nach einem Brand im jüdischen Armenviertel von Kutaissi 1928 gegründete „Georgische Komitee zur Unterstützung der jüdischen Armen“ (Jewkombed) wurde. Parallel wurde mit der Gottlosenbewegung der Einfluss traditioneller Religion bekämpft und der Atheismus gefördert. Gleichzeitig begann die schrittweise Kollektivierung der Landwirtschaft und des Handwerks, die in Georgien aber langsamer und weniger brachial durchgeführt wurde und daher nicht die verheerenden Folgen in anderen Teilen der Sowjetunion hatte. Damals entstanden eine georgisch-jüdische landwirtschaftliche Kollektivwirtschaft und mehrere handwerkliche Kollektive in der Seiden-, Textil- und Nahrungsmittelindustrie. Seit Ende der 1920er Jahre wurden Kollektive nur noch nationalitätenübergreifend organisiert, weil beobachtet wurde, dass die bekämpften religiösen Traditionen in Kollektiven gleicher Religion und Ethnie der Mitglieder weiter gepflegt wurden. Es kam vor, dass jüdische Mitglieder solche gemischten Kollektive verließen, wenn die zwar inzwischen juristisch bestrafte, aber noch nicht aus der Bevölkerung verschwundene Ritualmordverleumdung (Blutlüge) auftauchte.
Die Stalinistische Säuberung forderte auch unter georgischen Juden Opfer, Dawid Baasow wurde zu zehn Jahren Gulag verurteilt, sein Sohn, der judäo-georgische Schriftsteller Gersel Baasow und einige Chachame der Gemeinde Zchinwali wurden hingerichtet. Vom Holocaust blieben die georgischen Juden, bis auf einige Kriegsgefangene, aber weitgehend verschont, weil die Wehrmacht Georgien nicht erreichte. Benachteiligungen folgten in den letzten beiden Lebensjahren Stalins 1951–53, als mit der Verschlechterung der israelisch-sowjetischen Beziehungen Angehörige der jüdischen Minderheit den „Kosmopolitenprozessen“ und der Bekämpfung der angeblichen „Ärzteverschwörung“ ausgesetzt waren. In Tiflis wurde 1951 z. B. das Jüdische Museum geschlossen.

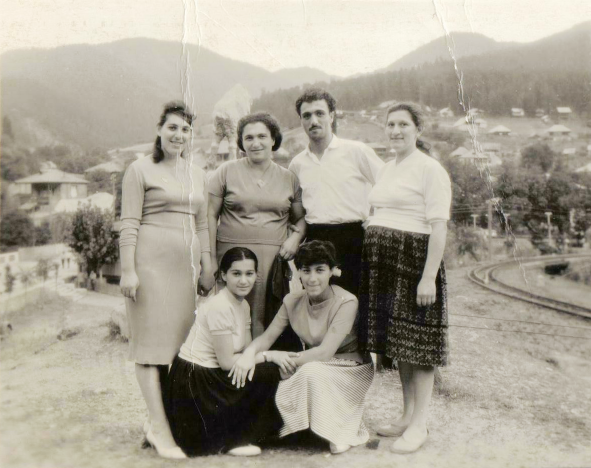
Jüdische Bewohner von Satschchere 1962

Nach Stalins Tod erlaubte die Georgische Sozialistische Sowjetrepublik mehr wirtschaftliche Spielräume für verdeckte Privatinitiativen (Schattenwirtschaft). Als diese in den 60er Jahren (vor der Ära des KP-Generalsekretärs Eduard Schewardnadse 1972–85) vorübergehend bekämpft wurden, wuchs die Unzufriedenheit im Land. Wie auch bei den Bergjuden war die antireligiöse kommunistische Politik bei georgischen Juden weniger erfolgreich, als in anderen Regionen. Zwar waren die meisten Synagogen geschlossen, aber die religiösen Feste und Gebote wurden oft im Untergrund mit stillschweigender staatlicher Duldung fortgesetzt. Außerdem wuchs vom Palästinakrieg bis zum Sechstagekrieg die Identifikation mit Israel. Als die sowjetische Regierung ab 1972 Angehörigen der jüdischen Minderheit die Möglichkeit von Ausreiseanträgen eröffnete, folgte eine erste Auswanderungswelle. Während bis Anfang der 1980er Jahre ca. 17 % der sowjetischen Juden das Land verlassen hatten, waren es aus Georgien über die Hälfte.

## Gegenwart

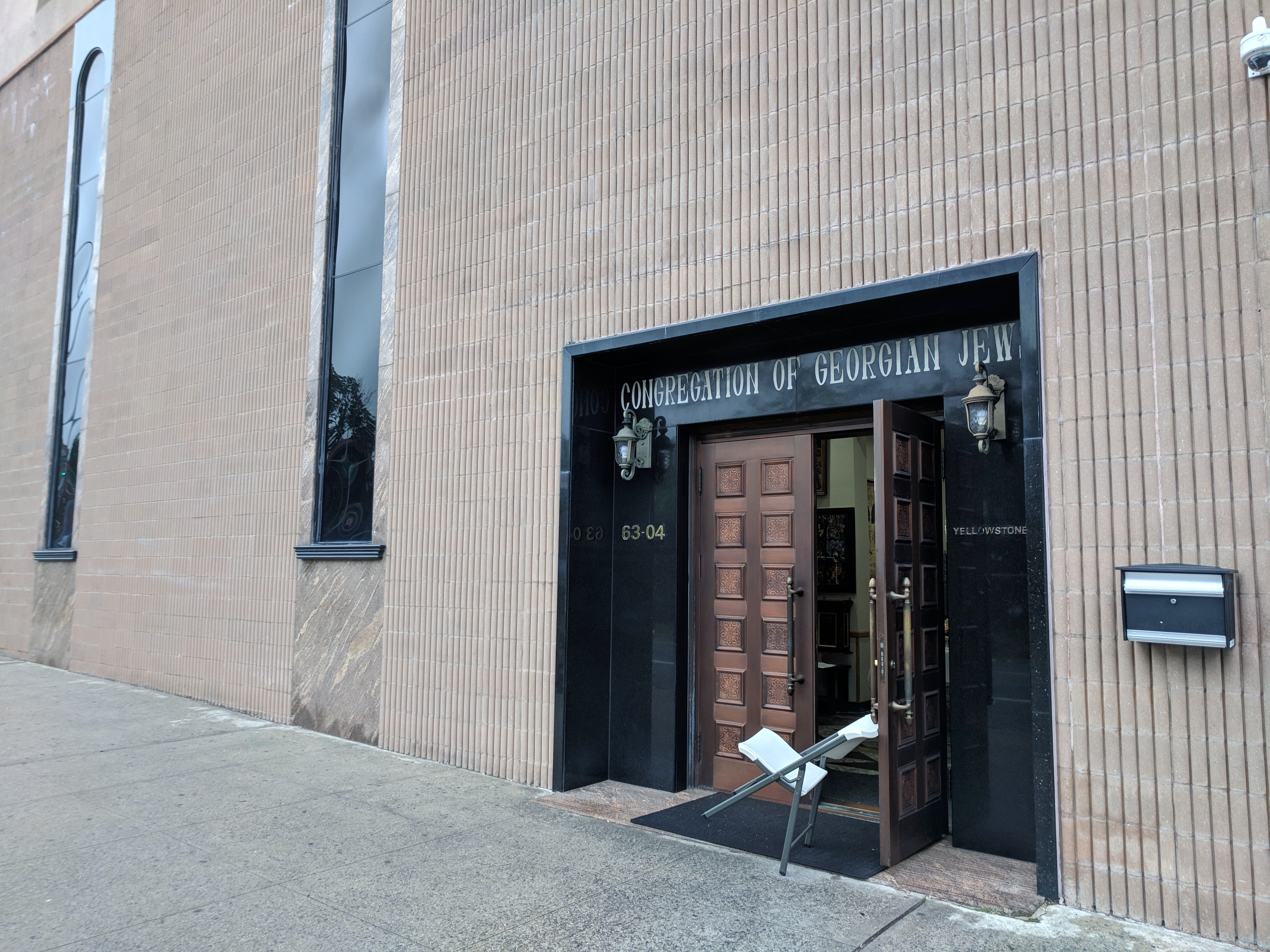
Fassade der georgisch-jüdischen Gemeindesynagoge im New Yorker Stadtteil Queens

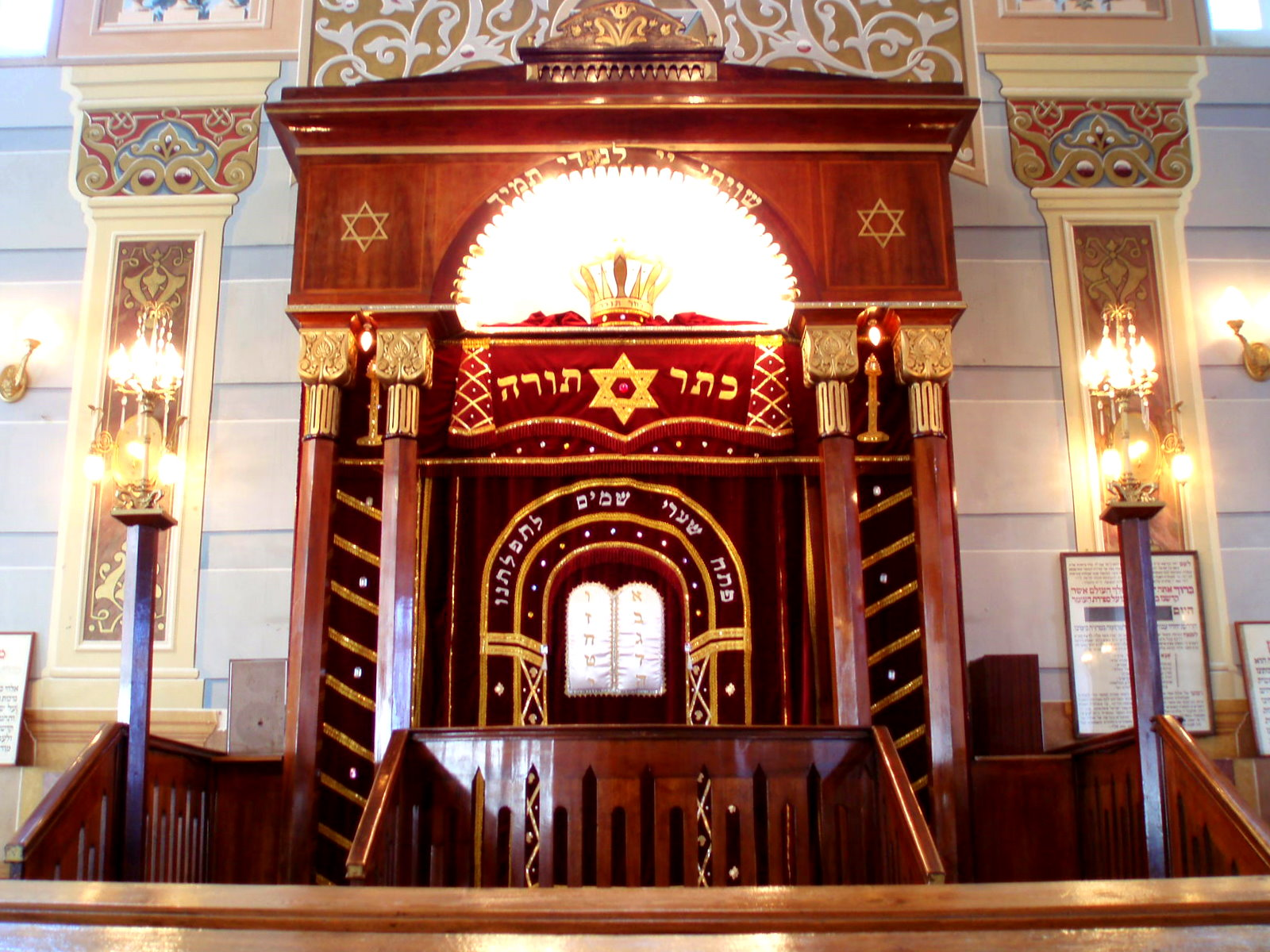
Toraschrein in der Großen Synagoge von Tiflis

Mit dem Zerfall der Sowjetunion, den der erste nichtkommunistische Präsident Georgiens Swiad Gamsachurdia mit vorantrieb, flammten an mehreren Ecken Georgiens separatistisch-nationalistische Konflikte und Kriege auf. Die Zivilbevölkerung von Zchinwali und mit ihr die jüdische Gemeinde gerieten zwischen die Fronten des Südossetienkrieges 1990–92 und später noch einmal des Kaukasuskrieges 2008, die Gemeinden in Sochumi und Gagra gerieten in den Krieg in Abchasien 1992–1993. Alle drei Städte haben heute nur noch wenige jüdische Bewohner, die meisten sind, wie viele andere Zivilisten, geflüchtet. Außerdem wurden in den Kampfhandlungen in Tiflis nach dem Putsch gegen Gamsachurdia im Dezember 1991 / Januar 1992 Teile der Altstadt von Tiflis zerstört, darunter auch die vorwiegend jüdische Nachbarschaft der Großen Synagoge. Parallel dazu durchlief Georgien in den „wilden Neunzigern“ bis ins neue Jahrtausend besonders schwere Transformationskrisen und ökonomische Einbrüche, die bewirkten, dass die Geburtenrate abrupt zurückging und viele Bewohner das Land zur Arbeitssuche verließen. Die Probleme wiederholten sich in den Jahren nach der Russlandkrise 1999/2000 und nach der Weltfinanzkrise 2007/08. Deshalb verließen auch viele verbliebene georgische Juden das Land als „Spätaussiedler“, meistens nach Israel, aber auch in europäische und nordamerikanische Länder. Vor 2000 wurde geschätzt, dass Georgien noch knapp 10.000 jüdische Bewohner hat, aktuell werden oft weniger, als 3000 im Land verbliebene Juden geschätzt, in der Volkszählung 2014 gaben nur noch 1400 Bewohner an, jüdisch zu sein. Es bestehen aber oft weiterhin enge Kontakte nach Georgien und die meisten Juden aus Georgien beschreiben Georgien als ein Land mit faktisch nicht existierendem Antisemitismus in der Bevölkerung. Nach der Rosenrevolution 2003 und dem Kaukasuskrieg 2008 etablierte die damalige georgische Regierung unter Micheil Saakaschwili nicht nur zu den USA und einigen anderen NATO-Ländern, sondern auch zu Israel militärische und politische Kooperationen und Austauschprogramme.
In Israel leben georgische Juden hauptsächlich in Aschdod, Aschkelon und Bat Jam. Nach den – gegenüber den Volkszählungsergebnissen, den Angaben des Georgian Jews World Congress und den Angaben der „Kleinen Jüdischen Enzyklopädie“ – deutlich großzügigeren Schätzungen der Baal-Teschuwa-Bewegung soll in Aschdod eine Gemeinde mit etwa 40.000 georgischen Juden existieren (der Georgian Jews World Congress schätzte hier 23.000 Menschen). Nach Angaben der Baal-Teschuwa-Bewegung sollen weltweit etwa 200.000 georgischen Juden leben, davon ca. 5.000 in den USA, 13.000 in Georgien und 120.000 in Israel.